# Шмидер, Вольфганг

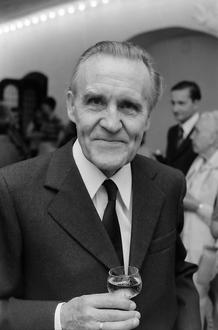
Вольфганг Шмидер

Во́льфганг Шми́дер (нем. Wolfgang Schmieder; 29 мая 1901, Бромберг, ныне Быдгощ, Польша — 8 ноября 1990, Фрайбург-им-Брайсгау) — немецкий музыковед, источниковед, архивист. 

## Биография и научная деятельность
Шмидер изучал музыкознание и германистику в Гейдельбергском университете, где в 1927 защитил диссертацию о мелодике Нейдхарта фон Ройенталя. В 1930 в серии «Denkmäler der Tonkunst in Österreich» опубликовал его стихи, сохранившиеся с музыкальной нотацией. В 1931 сдал госэкзамен на библиотекаря в Лейпцигском университете. В 1933—42 возглавлял музыкальный архив в крупной лейпцигском издательстве «Breitkopf & Härtel». В 1942—63 работал библиотекарем во Фрайбургском университете, где в 1946 основал и возглавил музыкальный отдел библиотеки. 
Шмидер прославился как составитель тематико-систематического каталога сочинений И.С. Баха («Thematisch-systematisches Verzeichnis der musikalischen Werke von Johann Sebastian Bach», сокращённо BWV), первое издание которого опубликовал в 1950, второе (исправленное и дополненное) — в 1990. Издание BWV, выпущенное в 1998 А. Дюрром и Ё. Кобаяси, представляет собой краткую версию каталога Шмидера, наиболее точно отражающую современное состояние баховедения.

## Избранные труды
- Zur Melodiebildung in Liedern von Neidhart von Reuental. Diss., Heidelberg, 1927; фрагменты опубликованы в журнале SMw 17 (1930), S. 3–20.
- Thematisch-systematisches Verzeichnis der musikalischen Werke von Johann Sebastian Bach: Bach-Werke-Verzeichnis. Leipzig, 1950; 2te Ausgabe, 1990.
- Musikbibliographie: ein Beitrag zu ihrer Geschichte und ihren Problemen // AfMw 12 (1955), S. 239–57.
- (соавтор G. Hartwieg) Kataloge der Herzog-August-Bibliothek Wolfenbüttel, xii, xiii: Musik: alte Drucke bis etwa 1750. Frankfurt, 1967.